# Улица Кржижановского (Санкт-Петербург)
Улица Кржижано́вского — улица в Невском районе Правобережном округе Санкт-Петербурга. Начинается от улицы Латышских Стрелков и переходит в улицу Лопатина. В 1,3 километра от самой ближней точки находится Ладожский вокзал.

## История
Эта улица названа 15 июня 1976 года в честь Глеба Максимилиановича Кржижановского (1872—1959), участника революционного движения, учёного-энергетика, академика и Героя Социалистического Труда.
Проектируется удлинение улицы до КАДа с развязкой на 48-м километре.

## Инфраструктура
- УК «Перспектива» (д. 8).
- Автоцентр Hyundai (д. 15).
- Александровская больница (д. 17) (пр. Солидарности, д. 4 / ул. Коллонтай, д. 36).
- Отель «Корона» (д. 5 к. 1).
- Спортивный подростковый клуб «Атлант» (д. 5 к. 1).
- Линия гаражей вдоль улицы на 1,5 километра.
- Магазин Пятёрочка (д. 17 к. 1)

### Памятники
- Памятник бегемоту-футболисту.

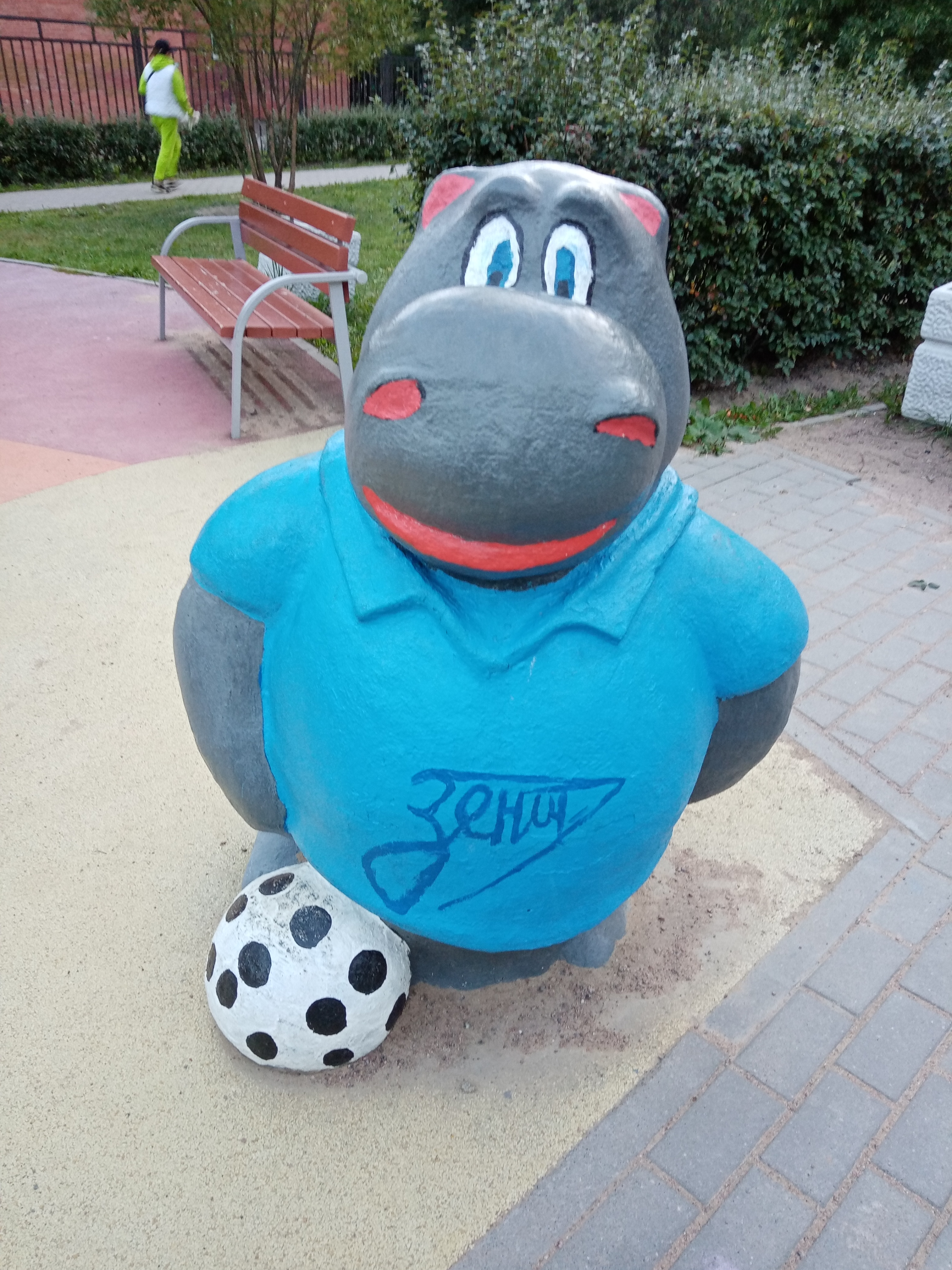
Памятник на улице Кржижановского

- Камень-памятник для жителей 4 подъезда дома 3 корпус 5.

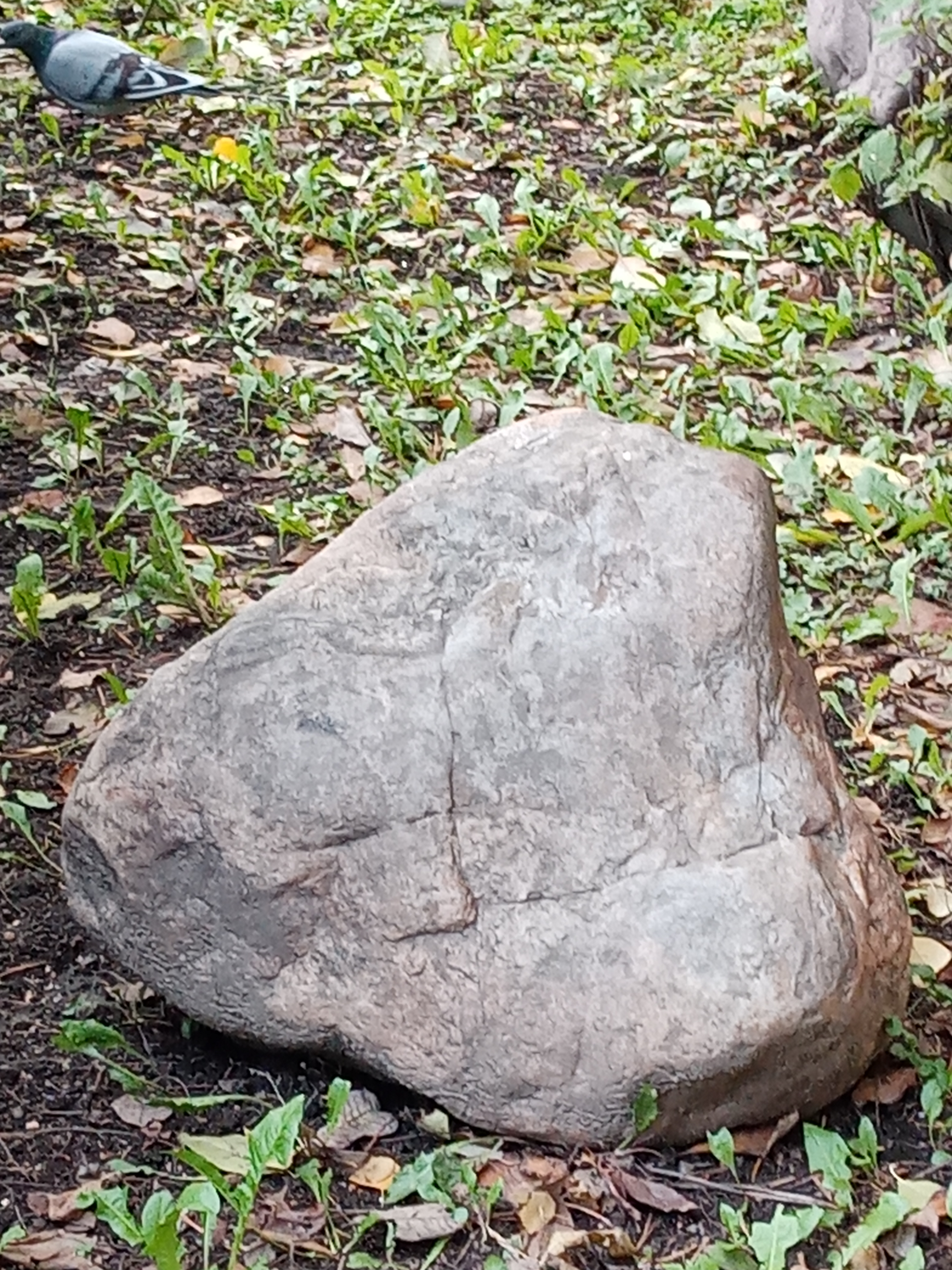
Памятник-Камень

### Мемориальные доски
На стене дома 3 корпус 3 доска о Кржижановском.

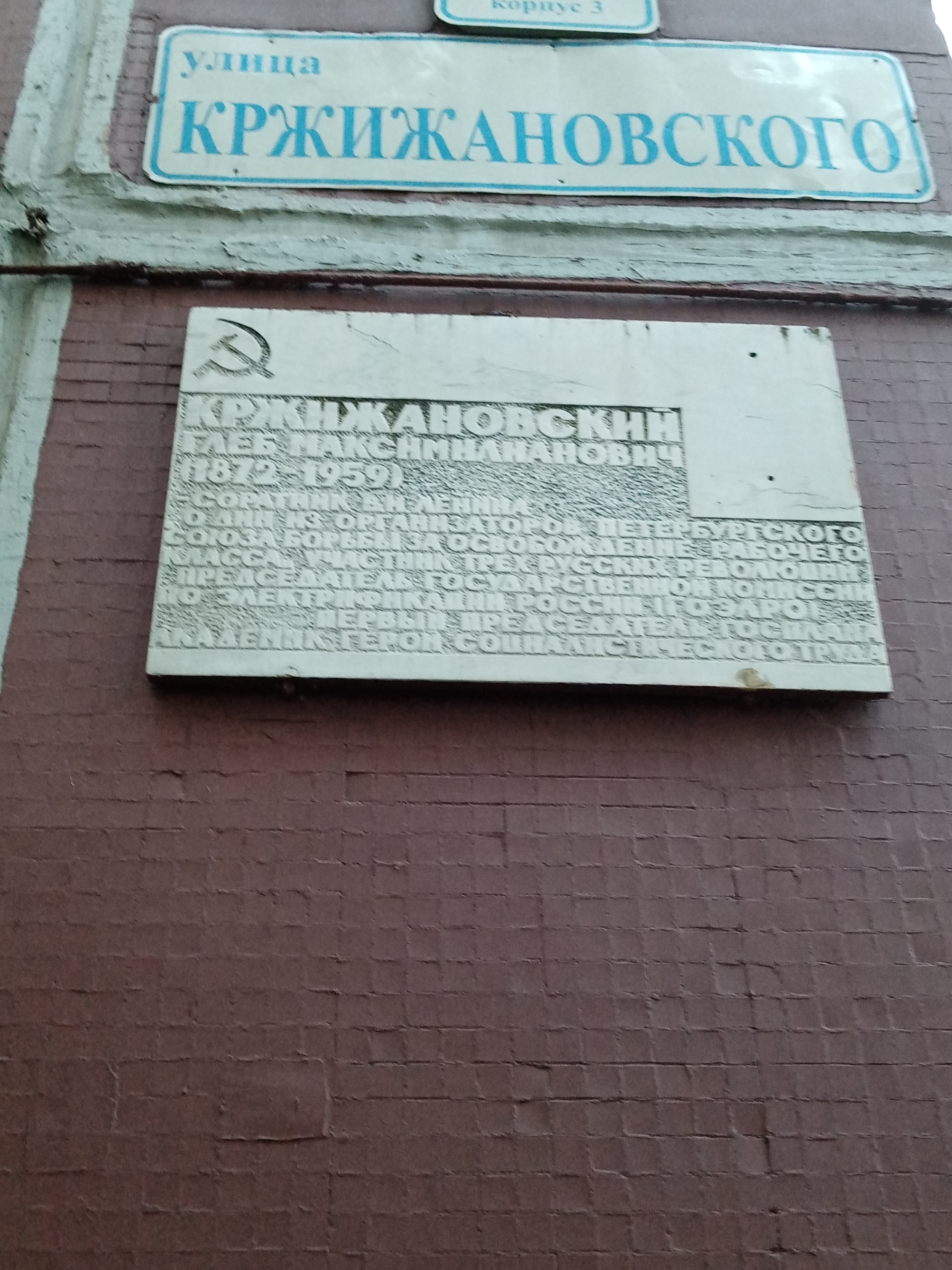
Мемориальная доска о Кржижановском на стене дома 3 корпус 3

## Торговые центры
- ТК «Ладога» (д. 8)

## Образовательные учреждения

### Детские сады
- № 131 (д. 5 к. 3)
- № 117 (д. 2)

## Традиции улицы
- Множество детей на день учителя (или в назначенный день рядом с 1 сентября) на «Кремле» (так называемой детьми детской площадке).

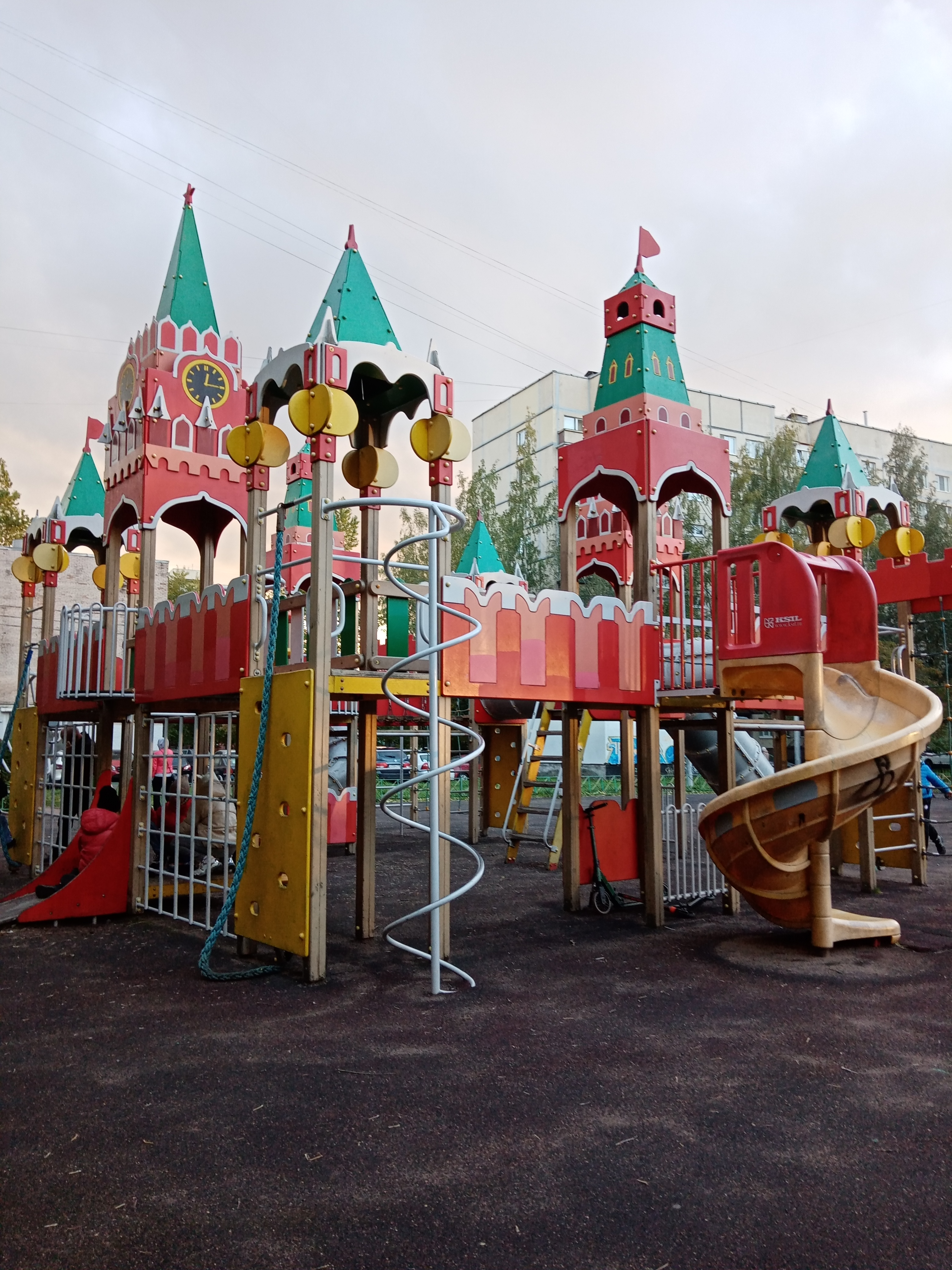
Детская площадка «Кремль»

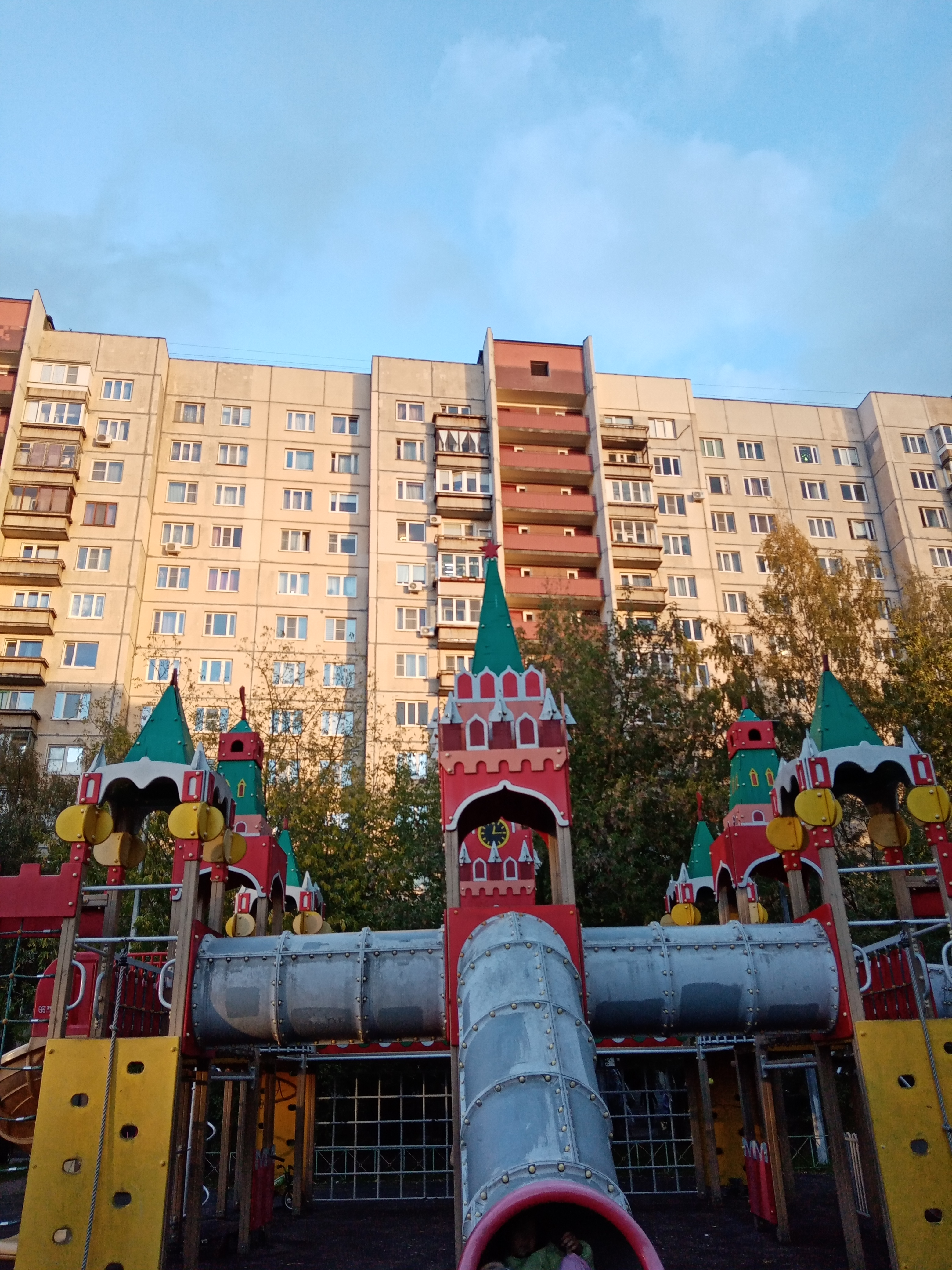
Детская площадка «Кремль», вид спереди

В 2023 году выступали животные. Дети могли увидеть енота или кроликов. В 2022 году на детской площадке были установлены колонки и выступали Симка и Нолик из мультфильма «Фиксики».

## Жилая застройка
Представлены дома серий 1ЛГ-606М, 1ЛГ-504Д, 137 (общежития), 1ЛГ-602У.

## Пересекает или граничит
- улица Латышских Стрелков
- Российский проспект
- улица Чудновского
- проспект Солидарности
- улица Коллонтай
- улица Лопатина

## Транспорт
Автобусные маршруты: № 97, 118, 140, 161, 164, 169.
Основные маршруты (3 и более остановок): № 161, 169.
Ближайшие станции метро — «Проспект Большевиков» и «Ладожская».